# Haradzišča
Haradzišča (bělorusky Гарадзішча, rusky Городище) je sídlo městského typu v Bělorusku, ležící na horním toku řeky Servač. Je centrem Haradziščanského selsovětu Baranavického rajónu v Brestské oblasti. V roce 2009 zde žilo 2 219 obyvatel.
Nachází se 20 km severně od města Baranavičy, 25 km od železeniční stanice Baranavičy-Paljeskija na lince Brest — Minsk, na silniční komunikaci Baranavičy — Navahrudak.

## Historie
První zmínka o osadě Haradzišča pochází z poloviny 13. století, kdy se nacházela na území Litevského velkoknížectví. Ve 2. polovině 15. století je osada uvedena jako královské nádvoří. V roce 1494 zde Jan Kjezhajlavič založil kostel.
Na přelomu 15. a 16. století byla Haradzišča ve vlastnictví knížete Sjamjona Bělského, od roku 1501 jej vlastnila velkokněžna Aljena Ivanaŭna. V 16. a 17. století byla osada součástí Navahrudského povětu Navahrudského vojvodství a náležela Ňamiravým, Chadkjevičům, Hastomským nebo Pacavým. V roce 1640 zde Kamenští zbudovaly kamenný kostel. Na konci 17. století osada přešla na rod Zjanovičů.
V důsledku druhého dělení Republiky obou národů (1793) připadla Haradzišča Ruské říši a v roce 1795 se osada stala centrem volosti Navahrudského povětu. Od roku 1798 zde operovala řeckokatolická církev a kostel. Po potlačení osvobozeneckého povstání v roce 1831 ruské úřady zkonfiskovaly osadu hraběte Ljudvika Pacy. Od roku 1833 byla osada v majetku Buchavěckých. Potlačením národního osvobozeneckého povstání v roce 1864 carském úřady násilně zavedly v kostele Moskevský patriarchát.
V roce 1866 zde bylo 60 domů, 2 pravoslavné církve (bývalý kostel a řeckokatolická církev), veřejná škola (otevřena v roce 1863), kaple, synagoga, 4 modlitebny, chudobinec, jízdní poštovní stanice, cihelna, pivovar, rada. Pravidelně se konaly 2 veletrhy. Byl zde také lékař. V roce 1909 ve městě a stejnojmenném panství stálo 246 domů, v provozu byla pošta a telegraf, veřejná školy (v roce 1901 v ní studovala 96 studentů, z nichž bylo pouze 9 dívek), lékárna, nemocnice, volostní rada, 2 pravoslavné církve, synagoga, 5 židovských modlitebny, cihelna, více než 19 obchodů, hospice, jízdní poštovní stanice, 2 veletrhy. Za první světové války byla v roce 1916 v blízkosti městečka uskutečnila Skrobava-Haradziščanská operace (též známá jako Baranavická operace).
V důsledku Rižského míru (1921) se Haradzišča ocitla na území meziválečné Polské republiky a stala se centrem gminyv Navahrudském povětu. V té době zde bylo 165 domů. V polovině 30. let 20. století 1930 zde byla gminská rada, škola, lékárna.
V roce 1939 přistoupila Haradzišča k běloruské SSR. Dne 15. leden 1940 obdržela oficiálně status sídla městského typu a stala se zároveň i centrem rajónu. Ve druhé světové válce od 24. června 1941 do 8. července 1944 bylo sídlo pod německou okupací. V roce 1957 došlo ke sloučení
Navamyšského a Haradziščanského rajónu v nový Baranavický rajón.

## Demografie
- 19. století: 1830 — 486 mužů, z nich byly 3 šlichtici, 3 duchovním stavu, 121 měšťanů židovského původu, 355 měšťanů kresťanské víry a rolníků, 4 žebráci; 1886 — 504 obyv,; 1893 — 747 obyv.
- 20. století: 1909 — 2 942 obyv.; 1921 — 1 021 obyv.; 1935 — 4 tis. obyv.; 1969 — 4,6 tis. obyv.; 1993 — 2 520 obyv.; 1998 — 2 630 obyv.
- 21. století: 2006 — 2,5 tis. obyv.; 2008 — 2,5 tis. obyv.; 1. leden 2009 — 2,4 tis. obyv.; 2009 — 2 219 obyv. (sčítání lidu)

## Pamětihodnosti
- v okolí města se nacházejí pozůstatky starověkého osídlení (podle některých badatelů je to bývalé hlavní město Litvy, Varuta)
- Kostel Narození Panny Marie (XVIII stol.)
- Kostel Povýšení svatého Kříže (z roku 1764, bývalý běloruský řeckokatolický, nyní pravoslavný)
- Hřbitov pro vojáky první světové války, židovský
- Synagoga z konce 19. století

### Galerie

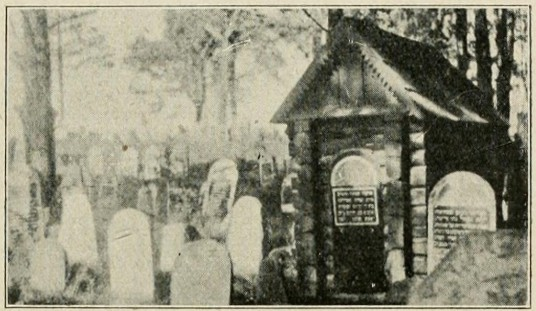
Židovský hřbitov
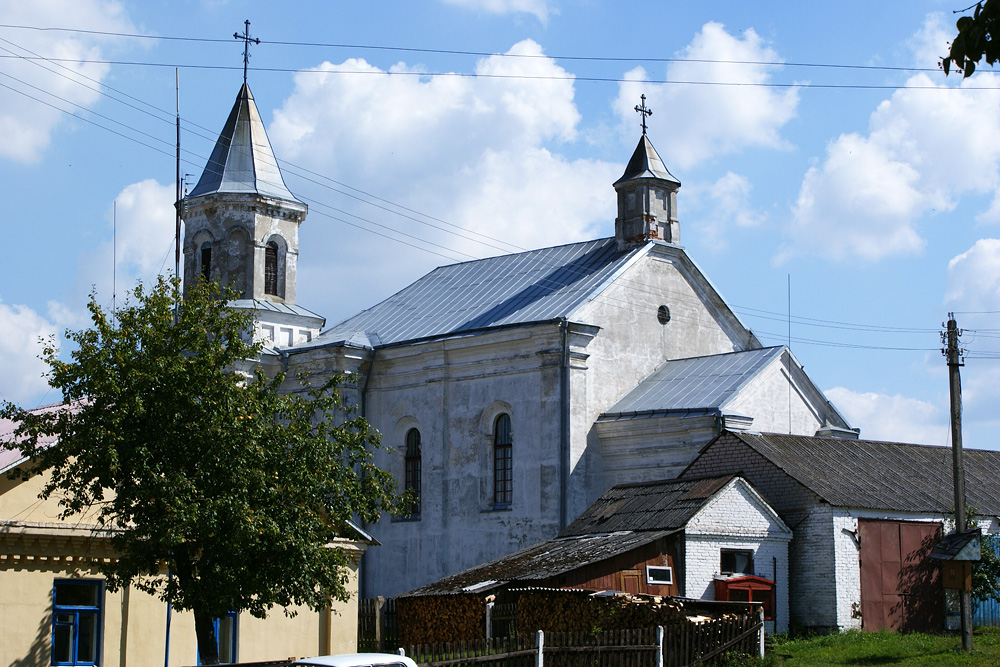
Kostel Narození Panny Marie
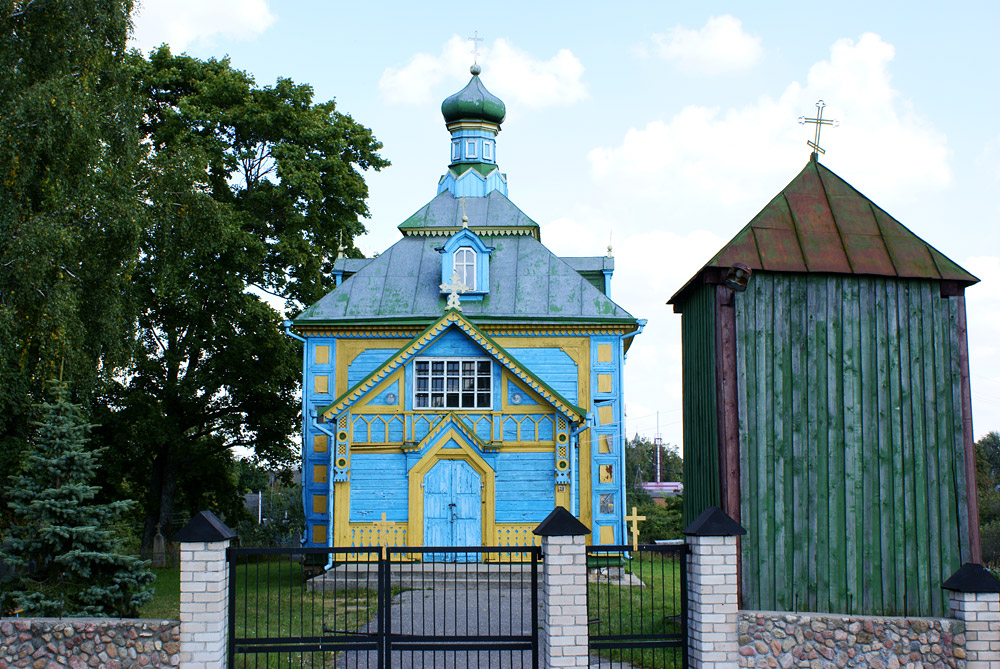
Kostel Povýšení svatého Kříže
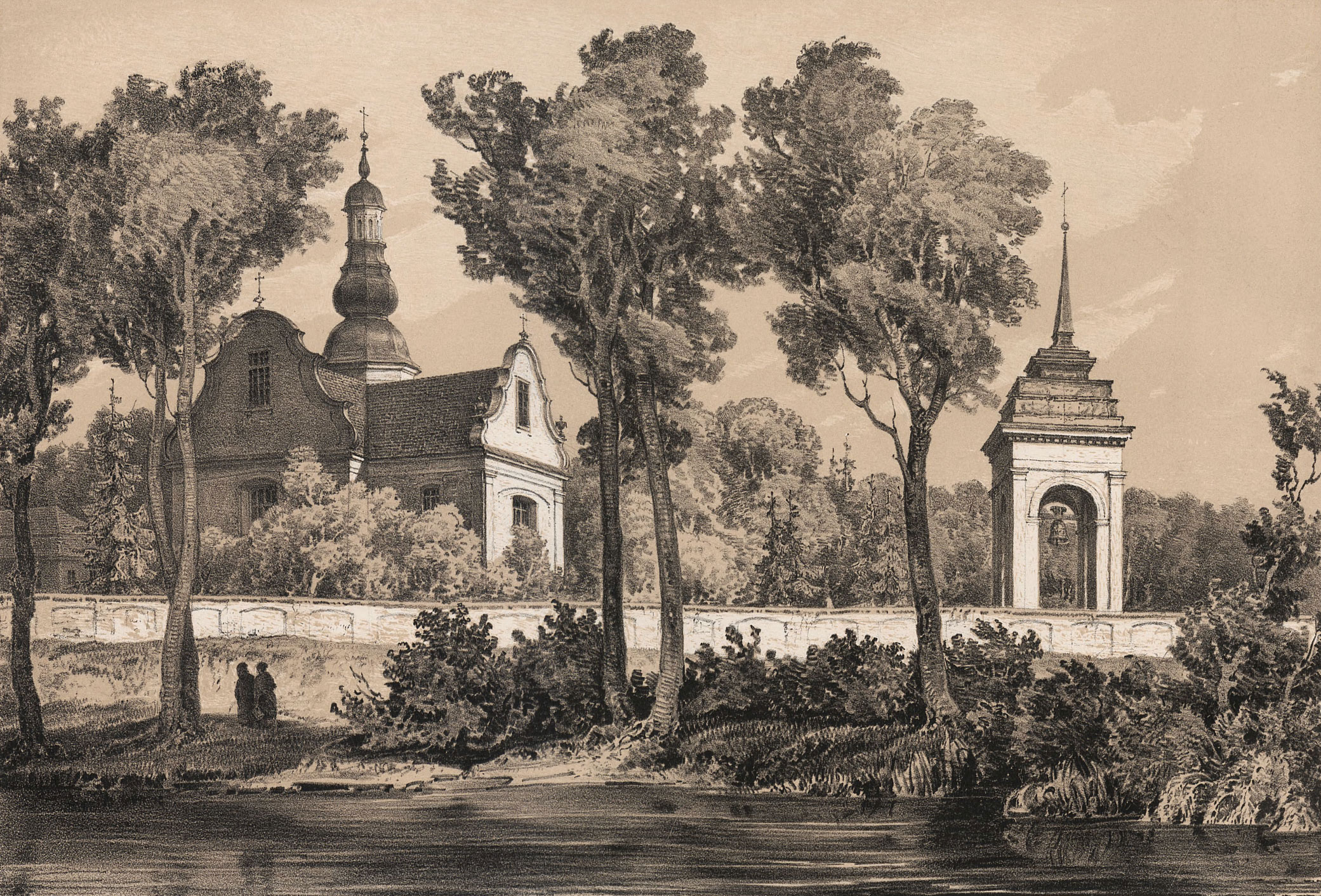
Haradzišča (Napoleon Orda, 1875)
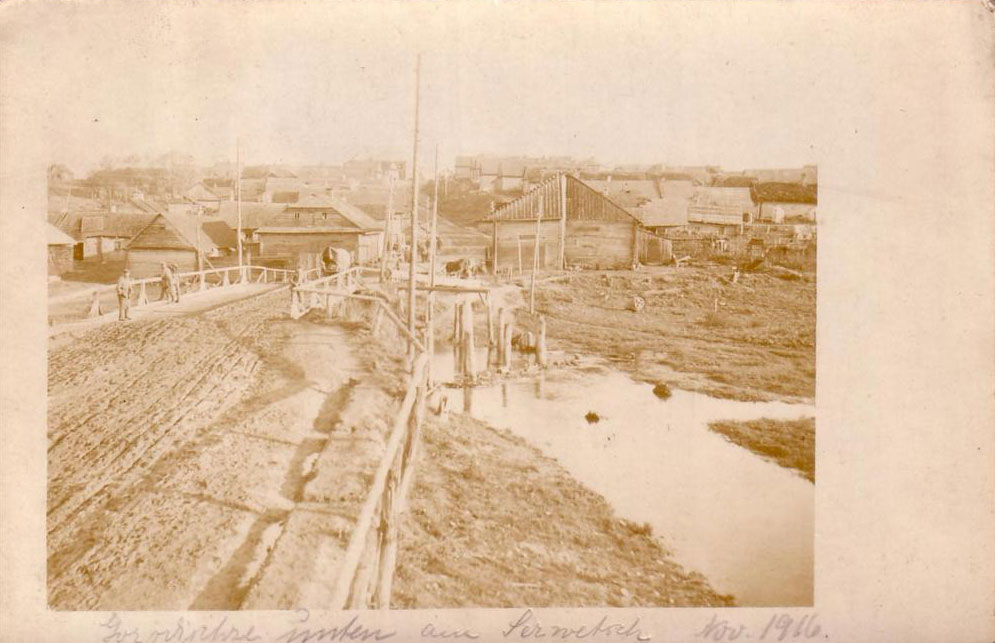
Haradzišča spolu s řekou Servač (1916)
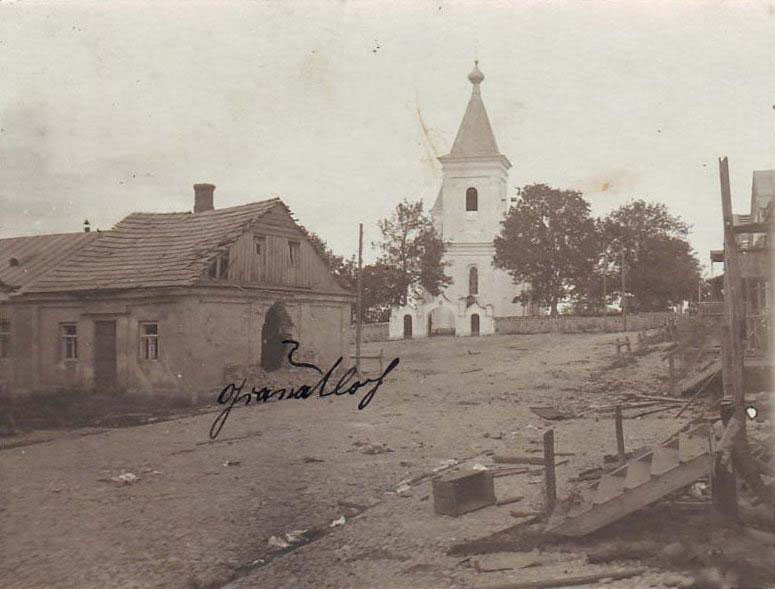
Haradzišča (Гарадзішча), 1917
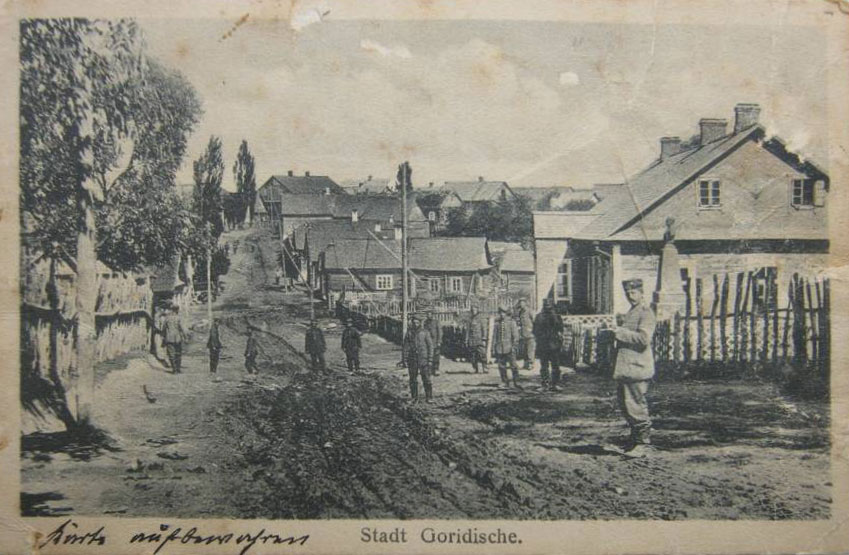
Haradzišča (Гарадзішча), 1915